# Roy McDonough
Pour les articles homonymes, voir McDonough.
Roy McDonough est un footballeur puis entraîneur anglais, né le 16 octobre 1958 à Solihull, en Angleterre. Évoluant au poste d'attaquant, il est principalement connu pour ses saisons à Walsall, Southend United et Colchester United, club qu'il a aussi entraîné.
Il est célèbre pour détenir le record du plus grand nombre d'expulsions en Football League, avec 13 cartons rouges reçus lors de sa carrière. Il partage ce record avec Steve Walsh.

## Biographie

### Carrière de joueur
Natif de Solihull, Midlands de l'Ouest, il commence sa carrière professionnelle à Birmingham City avant de vraiment s'imposer lors de deux saisons à Walsall avant de cirer le banc à Chelsea puis de nouveau s'imposer deux saisons à Colchester United.
Il enchaîne ensuite trois clubs différents en deux saisons, Southend United, Exeter City et enfin Cambridge United, s'imposant à chaque fois comme titulaire dans l'attaque de ces clubs.
Il se stabilise sur la fin de sa carrière, retournant dans des clubs où il avait déjà joué auparavant, pour des périodes longues et fructueuses. Il passe ainsi cinq saisons à Southend United puis quatre à Colchester United.
Surnommé Donnut ou Big Roy par les supporteurs, il se caractérise par sa grande taille et son jeu physique, principalement pour un attaquant. Il a gagné la réputation de se donner à fond sur le terrain et d'être un joueur dur sur l'homme, ce qui lui valut d'être souvent le chouchou des supporteurs des clubs où il a joué.
Le versant sombre de son engagement est le nombre d'expulsions qu'il a connues lors de sa carrière, avec un total de 13 en Football League (ce qui constitue un record co-détenu aussi par Steve Walsh) mais on obtient un total de 22 cartons rouges en comptant les matches de championnat non-league.
Le journaliste sportif du Daily Mirror et du People, Bernie Friend, a écrit une biographie de McDonough, appelée Red Card Roy, en août 2012. Cette même année, il est introduit au Hall of Fame de Colchester United.

### Carrière d'entraîneur
Sa carrière d'entraîneur commence, alors qu'il est encore joueur pour Colchester United, par un poste d'entraîneur-joueur des U's en 1991. Sa première saison à ce poste est une immense réussite car il remporte le championnat de Conference et le FA Trophy tout en inscrivant 29 buts lors de la saison. Il est de ce fait le premier entraîneur du club à emmener Colchester United à Wembley.
La victoire en Conference et la promotion qui en découle en Football League, obtenue lors de la dernière journée à la différence de buts face aux Wycombe Wanderers, amènera à une grande rivalité entre McDonough et Martin O'Neill, l'entraîneur des Wanderers.
Par la suite, ses résultats déclinèrent et il quitte Colchester United pour entraîner des clubs de niveau non league.

#### Statistiques
Au 10 novembre 2014.
| Équipe            | Depuis           | Jusqu'au    | Matches | Victoires | Nuls | Défaites | % Victoires |
| ----------------- | ---------------- | ----------- | ------- | --------- | ---- | -------- | ----------- |
| Colchester United | 1er juillet 1991 | 15 mai 1994 | 155     | 69        | 33   | 53       | 44,5        |

## Palmarès

### En tant que joueur
- Walsall :
  - Vice-champion de Fourth Division : 1979-80
- Southend United :
  - Promotion en Third Division : 1986-87, 1989-90
- Colchester United :
  - Champion de Conference : 1991-92
  - Vice-champion de Conference : 1990-91
  - Vainqueur du FA Trophy : 1991-92

### En tant qu'entraîneur
- Colchester United :
  - Champion de Conference : 1991-92
  - Vainqueur du FA Trophy : 1991-92
  - Entraîneur de l'année en Conference : 1991-92